# Gens Arruntia
La gens Arruntia era una gens plebea romana presente durante la tarda Repubblica e l'inizio dell'epoca imperiale.

## Origine delnomen
Il nomen Arruntius è un cognome patronimico, basato sul praenomen etrusco Arruns, che verosimilmente doveva avere il capostipite della gens.

## Itria nominausati dalla gens
L'unico praenomen utilizzato dalla gens fu Lucius,  mentre i cognomina usati furono Stella e Celsus.

## Membri illustri della gens
- Arrunzio (Arruntius): vissuto nel I secolo a.C., proscritto dai triumviri e ucciso nel 43 a.C.[1];
- Arrunzio (Arruntius): vissuto nel I secolo a.C., figlio dell'Arrunte ucciso dai triumviri, fuggito da Roma ma affondato con la sua nave;
- Lucio Arrunzio (Lucius Arruntius): vissuto nel I secolo a.C., prima proscritto e poi riabilitato dai triumviri, fu console nel 22 a.C.;
- Lucio Arrunzio (Lucius Arruntius L. f.): vissuto nel I secolo d.C., fu console nel 6, lodato da Augusto, poco stimato e visto con sospetto da Tiberio;
- Arrunzio (Arruntius): vissuto nel I secolo d.C., medico di Roma, citato da Plinio il Vecchio[2];
- Arrunzio Stella (Arruntius Stella): vissuto nel I secolo d.C., sovrintente dei giochi che Nerone offrì nel 55[3];
- Arrunzio Stella (Arruntius Stella): vissuto nel I secolo d.C., poeta e amico di Publio Papinio Stazio[4][5];
- Arrunzio Celso (Arruntius Celsus): vissuto probabilmente nel IV secolo d.C., un commentatore di Publio Terenzio Afro[6].